# Paul Hutsch
Paul Hutsch, bardziej znany jako PH Electro/Greatest Deejay (ur. 15 czerwca 1976) – niemiecki DJ/Producent muzyki klubowej. Odpowiedzialny za różne projekty. Jest członkiem wielu znakomitych zespołów takich jak Rave Allstars, Pitchers oraz wiele innych.

## Dyskografia

### Single[2]
- Paul Hutsch – Glory (2004)

- Greatest Deejay – Greatest Deejay (2005)
- Greatest Deejay – Cut The Music (2006)
- Greatest Deejay – Do Your Best (2006)
- Greatest Deejay – Party People (2008)
- Greatest Deejay – Poison / The Lucky Ones (2008)

- PH Electro – San Francisco (2009)
- PH Electro – Englishman In New York (2010)
- PH Electro – Every Breath You Take (2011)
- PH Electro – Stereo Mexico (2011)
- PH Electro - Run Away (2013)

- 89ers – Wap Bam Boogie (2002)
- 89ers – Kingston Town (2003)
- 89ers – Words (2004)
- 89ers – Higher Love (2006)
- 89ers – Ritmo Forte (2006)
- 89ers – The 89ers Boy (2007)
- 89ers – Hold Me Now (2008)
- 89ers – Human Nations / Jump With Me (2009)
- 89ers – It's Okay & Alright (2010)
- 89ers – Go Go Go (2011)
- 89ers – Louder (2012)
- 89ers – Kill The DJ (2017)

### Remiksy[2]
- Cyclone Tracy – Guide To Eternity (Paul's Remix)
- Krid P. – Follow Me (Into The Light) (Paul Hutsch Mix)
- Rob L. – Hardt Beat (Paul Hutsch Mix)
- Powell – I Am Ready (Paul Hutsch Mix)
- Nicole Feat. Jan W – I Don't Love You...No More (Paul Hutsch Mix)
- Rave Allstars – I Need Your Love 2001 (Paul Hutsch Mix)
- Infërnal – Muzaik (Paul Hutsch Mix)
- Ralph Fridge – Mystery #1 (Paul Hutsch Mix)
- Safri Duo – Samb-Adagio (Paul Hutsch Mix)
- Mark Brain – Stonehenge (Paul Hutsch Mix)
- The Moon – Sushi (Paul Hutsch Mix)
- Search 7 – (The Great) Wide Open (Paul Hutsch Mix)
- Roger Goode – In The Beginning Again (Marc Et Claude And Paul Hutsch Remix)
- Solid Sessions – Janeiro (Marc Et Claude And Paul Hutsch Remix)
- Matanka – Lost In A Dream (Paul Hutsch Mix)
- Marc Et Claude – Loving You 2002 (Marc Et Claude And Paul Hutsch Remix)
- Future Breeze – Ocean Of Eternity (Paul Hutsch Mix)
- Cloned Mind – Changes (Paul Hutsch Mix)
- G-Spott – City Streets (Paul Hutsch Vocals Remix) & (Paul Hutsch Dub Remix)
- Damae Feat. Londonbeat – I've Been Thinking About You (Paul Hutsch & Jens O. Remix)
- DJ Phil – Ich Vermisse Dich (Paul Hutsch Elektro Remix)

- Steve Twain Presents Escape One – ...Numero Uno (Greatest Deejay Remix)
- DJ Jean – Feel It 2006 (Greatest Deejay Remix)
- Heiko & Maiko – Techno Rock (Greatest Deejay Hardstyle Mix)
- 89ers – Human Nations (Greatest Deejay Remix)

- Mondotek – Alive (PH Electro Remix)
- Kato Feat. Ian Dawn – Are You Gonna Go My Way (PH Electro Remix)
- The Real Booty Babes – I Kissed A Girl (PH Electro Remix)
- Verano – Rhythm Of The Night (PH Electro Remix)
- R.I.O. – After The Love (PH Electro Remix)
- Kindervater – Alone In The Darkness (PH Electro Remix)
- Cascada – Evacuate The Dancefloor (PH Electro Remix)
- Ben Bedrock – High Again (PH Electro Remix)
- Dany Kay – My Feelings For You (PH Electro Remix)
- Steve H – Party Children (PH Electro Dirty Remix)
- G&G – Personal Jesus (PH Electro Remix)
- Darren Bailie – Protect Your Mind 2009 (PH Electro Instrumental) & (PH Electro Remix)
- Guenta K. – The Phantom (PH Electro Remix)
- Andrew Spencer – Video Killed The Radio Star (PH Electro Remix)
- Perplexer Vs. Cyrus – Back With Pipes (PH Electro Remix)
- Tripple Star – Insurrection (PH Electro Remix)
- Rob & Chris – Wahnsinn (PH Electro Remix)
- Rock Massive – You Know Why (PH Electro Remix)
- Denzell & Robinson – Since U Been Gone (PH Electro Remix)
- Example – Kickstarts (PH Electro Remix)
- Dirty Impact vs. Royal XTC – Tom's Diner (PH Electro Remix)
- Bryce feat. Gerald G! & J-Malik – Dance (Ph Electro Remix)
- Darius & Finlay feat. Nicco – Till Morning Light  (Ph Electro Remix)

- Don Wayne – Guide You Through The Night (89'ers feat. ADF Remix)
- Lichtenfels – Kill The Silence (89ers Remix)
- DJ Ross – Emotion (89ers Remix)
- Dancefloor Rockaz – Attention (Jens O vs. 89ers Remix)
- Floorfilla – Kosmiklove (89ers Remix)
- Bass-T – P.O.W.E.R. (89ers Remix)
- Mission Control – Standby 2004 (89ers Remix)
- Partycheckerz – Baby I Love Your Way (89ers Remix)
- Rimini Rockaz – Blue (89ers Remix)
- Damae Feat. Londonbeat – I've Been Thinking About You (Rave Allstars & 89ers Remix)
- Marc Korn – Spirit Of The Night (89ers Remix)
- Clubraiders – Think About (The Beach) (89ers Remix)
- Raverdiago – Pupananny (89ers Remix)
- Bermuda Lovers – My Girl (Ladidada) (89ers pres. Rimini Rockaz Remix)
- H2K – Summermelody (89ers Remix)
- Annakiya – Denis (89ers Remix)
- Citrus Hill – Lemon Tree (89ers Vs. Sample Rippers Remix)
- Gorgeous X feat. Julia Falke – Wonderful Life (89ers Remix)

### Projekty[2]
- 89ers
- Backgammon
- Cyclone Tracy
- Cyclonic
- Drop Kickz
- Greatest Deejay
- Lazy Monkeys
- Love Jam
- Mega-Mania
- PH Electro
- Pitchers
- Rave Allstars
- Sample Rippers